# Trichodiadema marlothii
Trichodiadema marlothii är en isörtsväxtart som beskrevs av L. Bol. Trichodiadema marlothii ingår i släktet Trichodiadema och familjen isörtsväxter. Inga underarter finns listade i Catalogue of Life.